# 刘子仁 (刘宋)
劉子仁（457年—466年10月25日），字孝和，刘宋皇子，宋孝武帝劉駿第九子，母為徐昭容。
大明五年四月甲寅（461年5月23日），任监雍、梁、南北秦四州、郢州之竟陵、随二郡诸军事、北中郎将、宁蛮校尉、雍州刺史。八月戊子（8月25日），封永嘉王，食邑二千户，改任东中郎将、吴郡太守。大明六年（462年），改任丹阳尹。大明七年（463年），兼任卫尉。大明八年，加号征虏将军。同年闰五月甲子（464年7月16日），改任左将军、南豫州刺史。景和元年九月庚子（465年10月15日），改任南徐州刺史。泰始元年十二月，刘彧即位。庚午（466年1月13日），进号中军将军，领太常。戊子（1月31日），进号护军将军。泰始二年八月甲申（466年9月24日），进号平南将军，改任使持节、都督湘、广、交三州诸军事、平南将军、湘州刺史。
十月乙卯（466年10月25日），劉子仁与松滋县侯劉子房、始安王劉子真、淮南王劉子孟、南平王劉子产、庐陵王劉子舆一并被赐死。